# エスワティニの在外公館の一覧

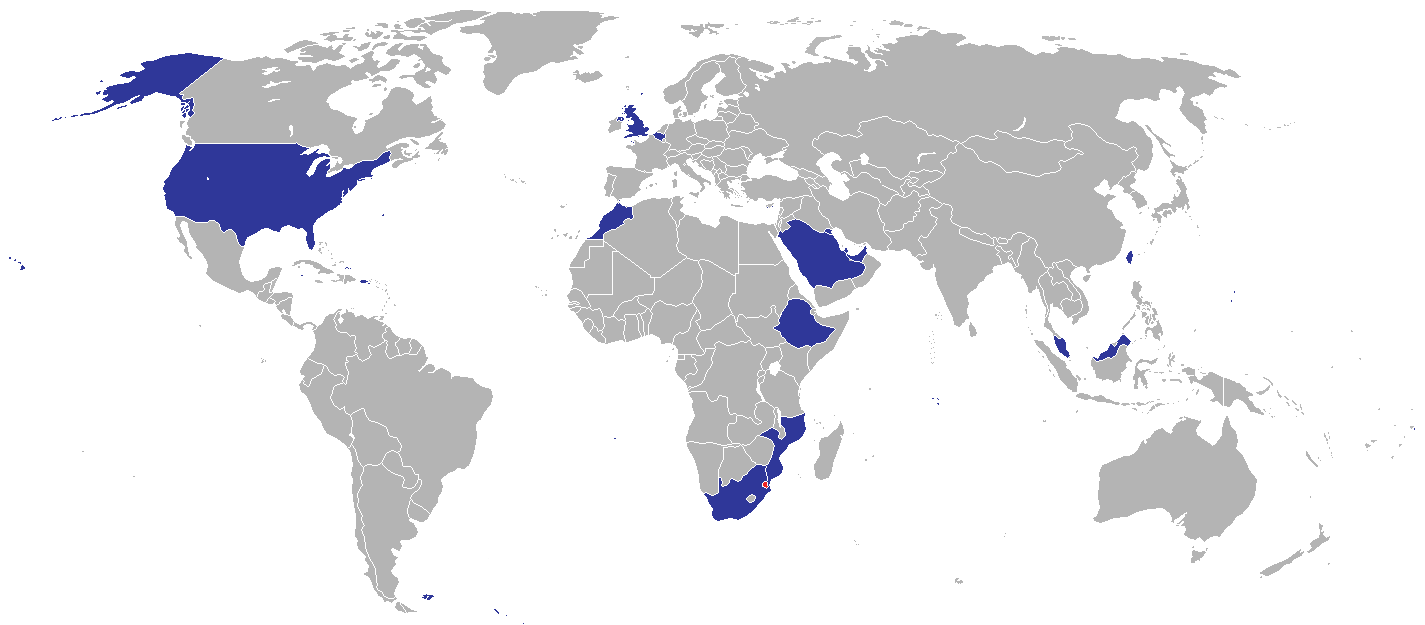
エスワティニの在外公館が設置されている国

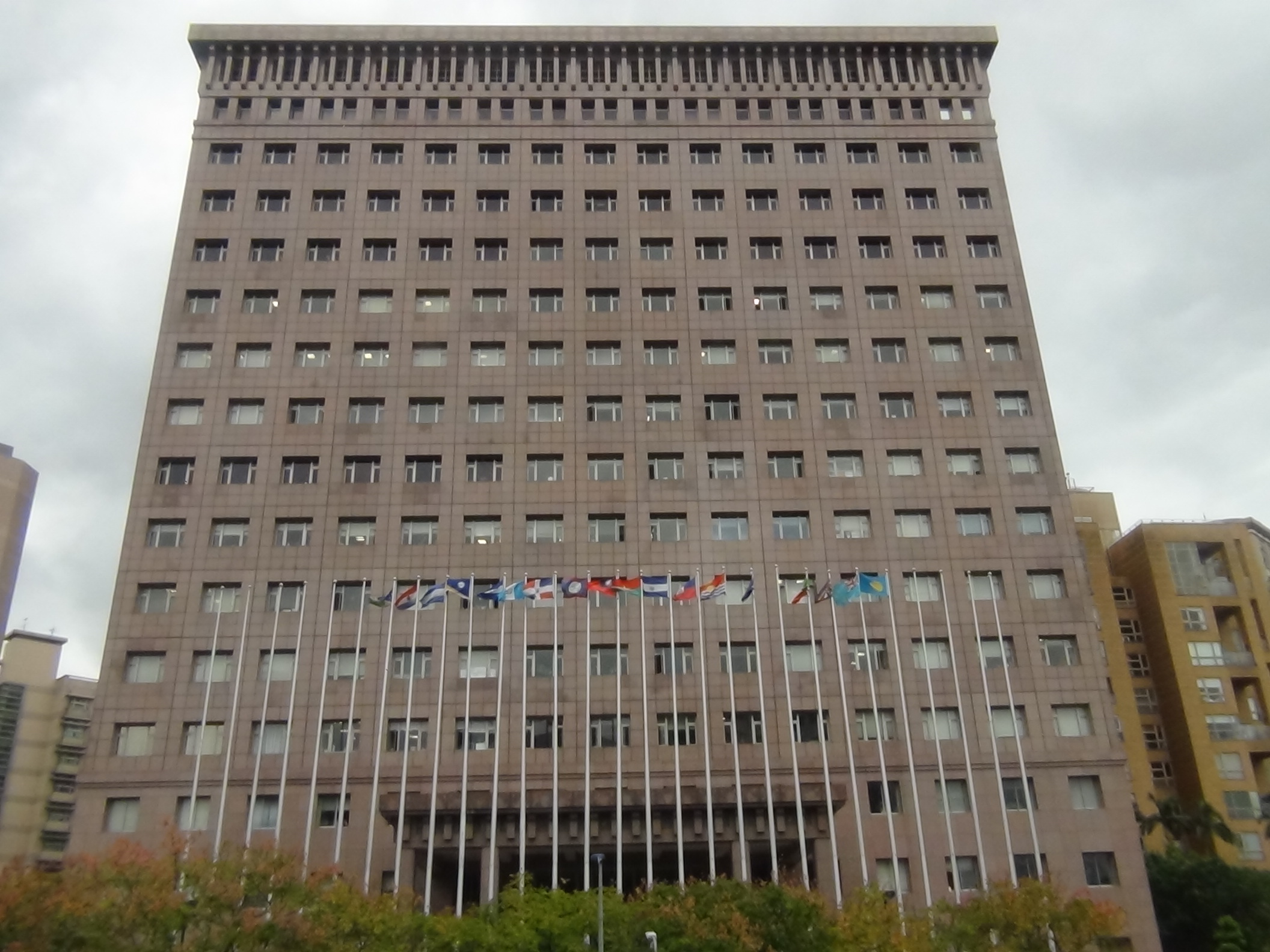
在中華民国大使館

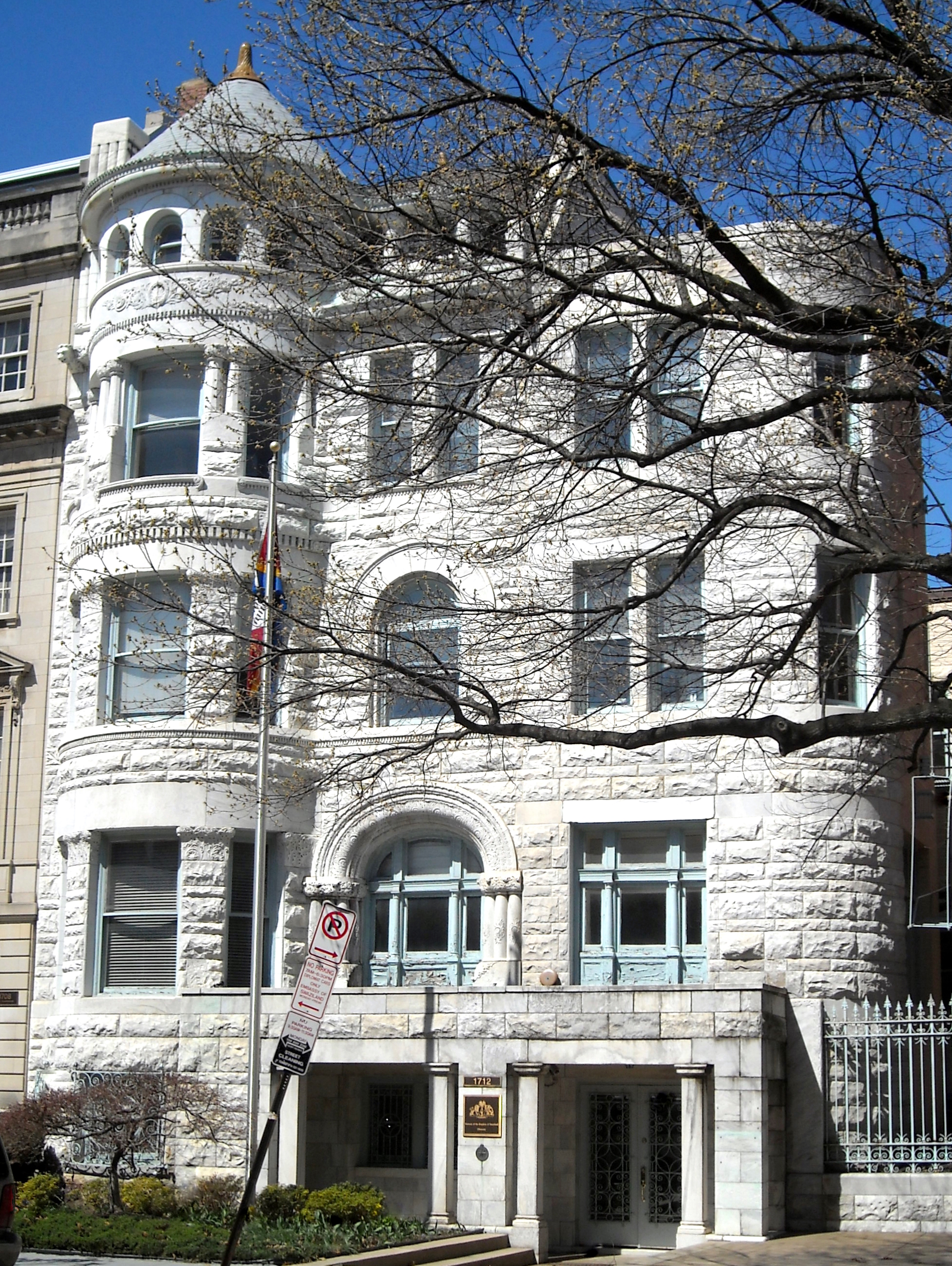
在アメリカ大使館

エスワティニの在外公館の一覧では、エスワティニ王国が派遣している在外公館（外交使節団）を挙げる。

## アジア
- アラブ首長国連邦
  - 在アラブ首長国連邦大使館 (アブダビ)
- インド
  - 在インド高等弁務官事務所(ニューデリー)
- 中華民国
  - 在中華民国大使館 (台北)
- カタール
  - 在カタール大使館 (ドーハ)
- クウェート
  - 在クウェート大使館 (クウェートシティ)
- マレーシア
  - 在マレーシア高等弁務官事務所 (クアラルンプール)

## ヨーロッパ
- イギリス
  - 在英国高等弁務官事務所 (ロンドン)
- ベルギー
  - 在ベルギー大使館 (ブリュッセル)

## 北米
- アメリカ合衆国
  - 在アメリカ合衆国大使館 (ワシントンD.C.)

## アフリカ
- エチオピア
  - 在エチオピア大使館 (アディスアベバ)
- 南アフリカ共和国
  - 在南アフリカ共和国高等弁務官事務所 (プレトリア)
  - 在ケープタウン領事館 (ケープタウン)
- モザンビーク
  - 在モザンビーク高等弁務官事務所 (マプト)
- モロッコ
  - 在モロッコ大使館 (ラバト)

## 国際機関代表部
- 国際連合代表部 (ニューヨーク・ジュネーヴ)
- 欧州連合代表部 (ブリュッセル)
- アフリカ連合代表部 (アディスアベバ)